# Краљ (филм из 2019)
Краљ (енгл. The King) je историјски, драмски филм из 2019. године у режији Дејвида Мишоа. Сценарио су написали Дејвид Мишо и Џоел Еџертон, а делимично су га засновали на трима историјским драмама Вилијама Шекспира – „Хенрију IV, први део”, „Хенрију IV, други део” и „Хенрију V”. Филм приказује долазак краља Хенрија V Ланкестера на енглески престо и његово уједињење земље у Стогодишњем рату. Главне улоге тумаче Тимоти Шаламе, Џоел Еџертон, Шон Харис, Лили-Роуз Деп, Роберт Патисон и Бен Менделсон.
Филм је премијеру имао на Филмском фестивалу у Венецији 2. септембра 2019, а потом је краткорочно приказиван у биоскопима, пре него што је постао доступан за гледање на интернет платформи Нетфликс 1. новембра исте године. Филмска критика је остварење дочекала углавном позитивним критикама.

## Радња
Хенри, принц од Велса (кога блиски пријатељи зову Хал), емотивно је отуђени најстарији син краља Хенрија IV. Хала не занимају очеви ратови, нити трон, те своје време проводи у кафанама и јавним кућама Лондона у друштву Џона Фалстафа. Краљ зазива свог најстаријег сина и обавештава га да ће престо оставити млађем сину, Томасу, а не њему. Принц Томас, не би ли доказао очево поверење, предводи војску против одметника Томаса Персија Огњанина, али се на бојном пољу појављује Хал, који жели да заустави ратно крвопролиће тако што изазива Огњанина на двобој. У двобоју Хал убија Огњанина, што изазива незадовољство код Томаса, који тврди да му је брат украо сву славу. Убрзо, Томас гине током битке у Велсу.
Након што је краљ Хенри IV преминуо, Хал је, као једини наследник, проглашен за краља Хенрија V. Он је одлучан да не влада краљевством као његов отац и жели по сваку цену да одржи мир у држави, упркос томе што се његове одлуке посматрају као знак слабости. На гозби уприличеној након крунисање, француски престолонаследник Луј, војвода од Гијене, шаље на поклон лоптицу, не би ли увредио Хала, сугеришући краљеву немужевност и незрелост. Краљева сестра Филипа, краљица Данске, упозорава брата да племићи никада не говоре потпуну истину и да сви гледају сопствене интересе.
Енглески двор разоткрива плаћеног убицу, који на испитивању тврди да га је послао француски краљ Шарл VI да убије Хала. Французи шаљу своје уходе племићима Кејмбриџу и Греју са намером да их приволе за њихове намере против енглеског краља. Ови племићи почињу да сумњају у одлуке Хенрија, те долазе код врховног судије Вилијама Гаскоња, коме излажу своје неповерење у владара. Гаскоњ саветује Хенрија да објави рат Французима и да на тај начин уједни земљу и покаже своју снагу. Хенри објављује рат Француској, а потом осуђује на смрт племиће који су сумњали у њега. Краљ проглашава Фалстафа за главног војног стратега, тврдећи да је он једини човек коме може да верује.
Енглеска војска испловљава за Француску предвођена Хенријем и Фалстафом. Након што су освојили Арфлер опсадом, војска наставља свој поход. Њих потајно прати француски престолонаследник који чини све не би ли испровоцирао краља. Извиднице енглеске војске откривају да је француска војска, са којом требају да се сукобе, бројнија од њихове. Дорсет саветује Хала да се повуку, тврдећи да не могу да победе бројнијег непријатеља. Са друге стране, Фалстаф предлаже да се француска војска намами у блато, где ће под теретом тешких оклопа и коња изгубити бројчану предност када енглески војници у лакој опреми уђу у борбу из заседе.
Хал пре битке долази код дофена Луја и предлаже му да разреше сукоб тако што ће се борити у двобоју, али дофен одбија предлог. Борба, која ће у историји остати позната као Битка код Азенкура, одиграва се према Фалстафовом плану и малобројнија енглеска војска побеђује Французе. Пред крај борбе, дофен улази у битку и изазива Хенрија на двобој, али у њему врло брзо страда. Краљ наређује да се сви заробљеници побију.
Француски краљ Шарл VI Луди признаје сопствени пораз и нуди краљу Хенрију руку своје ћерке Катарине за жену. Хенри одлази код Катарине на разговор, која обара његове разлоге за напад на њену домовину. Она негира да је њен отац послао убицу. Хенри схвата да је читав догађај инсценирао Гаскоњ, не би ли га увукао у рат. Он се сукобљава са Гаскоњом, а потом га убија ножем. Вративши се Катарини, краљ Хенри се заклиње да једино што тражи од ње, као будуће супруге, да увек пред њим говори истину.

## Улоге
| Глумац              | Улога                         |
| ------------------- | ----------------------------- |
| Тимоти Шаламе       | краљ Хенри V Ланкастер        |
| Џоел Еџертон        | Џон Фалстаф                   |
| Роберт Патинсон     | дофен Луј, војвода од Гијене  |
| Шон Харис           | Вилијам Гаскоњ                |
| Томасин Макензин    | краљица Филипа од Енглеске    |
| Том Глин-Карни      | Хенри Перси                   |
| Лили-Роуз Деп       | Катарина од Валоа             |
| Бен Менделсон       | краљ Хенри IV Ланкастер       |
| Дин-Чарлс Чапман    | Томас Ланкестер               |
| Тибо де Монталембер | краљ Шарл VI Луди             |
| Едвард Ешли         | Ричард Конисбург од Кејмбриџа |
| Стивен Февел        | Томас Греј                    |

## Историјска утемељеност
Иако се бави историјским догађањима, филм је својим заплетом и концепцијом ликова много више заснован на британским националним митовима и Шекспировим историјским драмама – „Хенрију IV, први део”, „Хенрију IV, други део” и „Хенрију V” - него на научно-историјским чињеницама. Сходно томе, филм је пун историјских нетачности. Нека од одступања су следећа:
- Хенри V није живео распусним животом у младости. Није био хуманиста, нити пацифиста. Узрок рата против Француске није лежао у тобожњој завери против Хенрија V, већ је покретање рата био наставак спољне политике енглеских краљева који су полагали права на територију северне Француске.[4]
- Хенри V није убио Вилијама Гаскоња, већ је краљ отпустио врховног судију одмах након доласка на престо, видевши у њему превише блиског сарадника свог оца.[4]
- Хенри V није изазвао и убио Хенрија Огњанина Персија у двобоју. Међутим, Огњанин јесте погинуо у Бици код Шрусберија 21. јула 1403. Хенри V је, такође, учествовао у овој бици и био је тешко рањен када му је стрела пробила десни образ.[4]
- Томас, Хенријев брат, није погинуо у Велсу, већ је погинуо у Француској, осам година након што је Хенри крунисан за краља.[4]
- Опсада Арфлера није била тиха и мирна победа, како је у филму приказана, већ крвава битка са бројним жртвама.[4]
- Џон Фалстаф није историјска личност, већ књижевна творевина Вилијама Шекспира, који га је засновао на неколико историјских и легендарних личности. Фалстаф се убраја у најоригиналније и најпознатије Шекспирове ликове. Ипак, начин на који је Фалстаф представљен у филму није веран Шекспировој замисли.
- Дофен Луј, војвода од Гијене, није учествовао у Бици код Азенкура. Умро је два месеца након саме битке.[4]

Са друге стране, „Краљ” се не може сматрати ни филмском адаптацијом Шекспирових драма, јер иако су сценаристи преузели неке од основних премиса из Шекспирових комада, сам сценарио само наликује на позоришни предложак. У односу на Шекспирове комаде радња је битно редукована, број ликова смањен, њихова концепција промењена, језик осавремењен и дијалози нису у стиховима.